# Micrerethista resima
Micrerethista resima är en fjärilsart som beskrevs av Davis 1998. Micrerethista resima ingår i släktet Micrerethista och familjen äkta malar.
Artens utbredningsområde är Thailand. Inga underarter finns listade i Catalogue of Life.